# Teyonah Parris
Teyonah Parris, född 22 september 1987 i Hopkins, South Carolina, är en amerikansk skådespelare.
Parris har bland annat medverkat i filmerna The Marvels och They Cloned Tyrone från 2023. Hon har även medverkat i TV-serien WandaVision från 2021.

## Filmografi (i urval)
- 2012–2015 – Mad Men (TV-serie)
- 2018 – If Beale Street Could Talk
- 2021 – WandaVision (TV-serie)
- 2021 – Candyman
- 2023 – They Cloned Tyrone
- 2023 – The Marvels
- 2023 – Dashing Through the Snow
- 2024 – No Good Deed (TV-serie)